# Dystrykt North East
Dystrykt North East (inna nazwa: Bokone-Botlhaba) – jeden z 9 dystryktów Botswany, znajdujący się w północno-wschodniej części kraju. Stolica dystryktu to Francistown. W 2011 roku dystrykt ten zamieszkiwało ponad 159 tys. ludzi. W 2001 roku liczba ludności wyniosła 132 422 osoby.
Dystrykt North East złożony jest z poddystryktu o tej samej nazwie. Ponadto w dystrykcie znajduje się jedna tzw. gmina miejska – Francistown.